# Tezaurace
Tesaurace je makroekonomický termín, jímž se označuje zmenšení celkového objemu oběhu peněz ve společnosti respektive umělé snížení celkového peněžního oběhu příslušného státu (nebo i jiného územního celku, jenž užívá společnou měnu). Jedná se tedy o makroekonomickou finanční operaci, která je obvykle prováděna centrální bankou příslušného státu (či jiného příslušného územního celku) ve větším měřítku a v relativně delším časovém úseku. Peníze jsou nahrazovány zlatem, nemovitými věcmi, starožitnostmi, uměleckými předměty. Tato funkce uchovávání hodnoty peněz je silně omezena při inflaci.

## Příklady z historie
- Tesaurace zlatých a stříbrných mincí po 1. Světové válce v Evropě

## Použití v dalších oborech
Termín tezaurace se používá také v lékařství, kdy obecně označuje hromadění (např. Tuky jsou tezaurovány v adipocytech.)